# Sweet November - Dolce novembre
Sweet November - Dolce novembre (Sweet November) è un film del 2001 diretto da Pat O'Connor, remake del film Dolce novembre del 1968.

## Trama
La storia narra dell'agente pubblicitario in carriera Nelson, molto legato al suo lavoro e fermamente convinto che il tempo sia denaro. È fidanzato con la giovane Angelica ed è molto contento del suo lavoro.
Quando deve rinnovare la patente, incontra Sara, la quale viene allontanata dall'aula perché creduta sorpresa a copiare, mentre invece stava cercando di suggerire proprio a Nelson. Da qui Sara inizia a cercare Nelson, convinta che abbia bisogno di aiuto vista la sua condizione di vita totalmente basata sul lavoro e sul lusso. Una sera arriva a presentarsi sotto casa sua chiedendogli un passaggio in auto, e di fronte ad un suo iniziale rifiuto la ragazza inizia a fermare i condomini residenti nello stesso palazzo di Nelson raccontandogli particolari piccanti su una loro ipotetica ed infondata relazione. Quella sera Nelson, oramai alle strette, decide di accompagnare Sara, la quale prima fa guidare il ragazzo fino a Oakland ed una volta a destinazione ruba due cagnolini destinati alla sperimentazione. Al ritorno lei gli propone di vivere a casa sua per un mese, il mese di novembre. Egli inizialmente crede che con questa offerta lei si voglia approfittare di lui e rifiuta. Quando Nelson si ritrova senza lavoro e viene lasciato dalla ragazza, sotto la continua pressione di Sara, accetta dicendo di farlo solamente per qualche giorno.
In questo periodo Sara vuole fargli capire l'importanza della vita e la superficialità di alcune cose che invece sono fondamentali nella vita di Nelson (TV, cellulare, abiti, auto). Dopo un inizio travagliato, i due entrano sempre più in sintonia, e si innamorano. Quando sembrava tutto perfetto, Nelson si accorge che c'è qualcosa che non va nella vita di Sara: questa, che si era mostrata sempre solare, gentile e sorridente alla vita, in una circostanza in cui sono a casa di amici, riceve una telefonata da sua sorella e reagisce male, correndo a casa propria.
Intanto Nelson, dal suo amico Vince, riesce ad avere un appuntamento con Edgar Price per un lavoro, e Sara si arrabbia, ma Nelson rifiuta il posto.
In seguito Nelson le chiede di sposarlo, e Sara reagisce scoppiando in lacrime e chiudendosi in bagno dove vomita e Nelson scopre che prende medicinali.
Dopo una reazione scomposta per la sua personalità, Sara sta male e viene portata in ospedale. A questo punto, Chaz, un amico di Sara precedentemente conosciuto ad una festa, rivela a Nelson che la ragazza è malata di linfoma di Hodgkin, una forma di cancro, a uno stadio ormai non recuperabile.
Nonostante Sara sia sinceramente innamorata di Nelson, non vuole essere vista da lui in queste condizioni, e gli chiede di non farsi più vedere. I due lontani l'uno dall'altra soffrono, e così nel Giorno del ringraziamento Nelson torna da Sara, convinto di volerle stare vicino nonostante la sua malattia.
Una mattina Sara si sveglia e cerca di fuggire: Nelson la vede e le corre dietro, ma è tutto inutile, poiché vince la volontà di lei di tornare a casa dei genitori, dopo un dolce addio.

## Produzione
Gli interni della casa di Sara sono stati girati in un magazzino di Treasure Island, nella baia di San Francisco.

## Colonna sonora
Il brano portante del film è Only Time, brano new-age della cantante irlandese Enya.

## Incassi
Sweet November - Dolce novembre, con un budget stimato di 40 milioni di dollari, è stato distribuito il 16 febbraio 2001 in 2.268 cinema incassando 25.288.103 dollari negli Stati Uniti e 40.466.125 dollari nel resto del mondo per un totale globale di 65.754.228 dollari.